# Temnopis forticornis
Temnopis forticornis là một loài bọ cánh cứng trong họ Cerambycidae.